# Motif

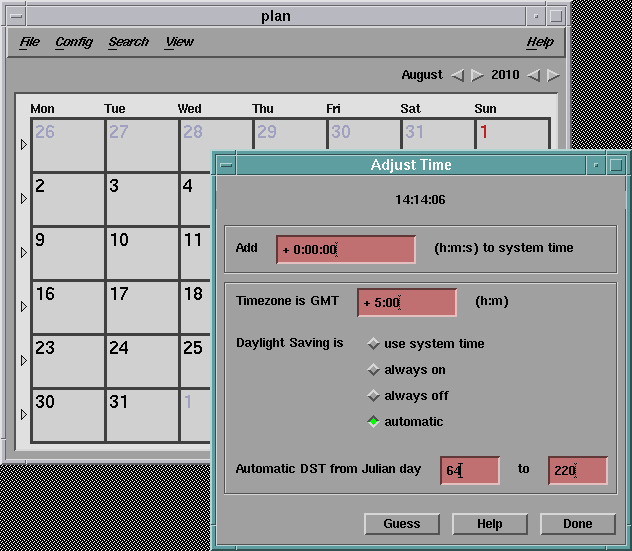
Скриншот типичной программы, использующей библиотеку Motif

Motif — библиотека элементов интерфейса и набор спецификаций для разработки графических интерфейсов под X Window System. Библиотека Motif появилась в конце 1980-х и на данный момент считается устаревшей.
Внешний вид элементов интерфейса — четкие резаные грани, прямые углы, 3-мерный эффект — был разработан в Hewlett-Packard.
Библиотека Motif в своё время была де-факто признана стандартом для разработки промышленных приложений в X Window System. Она является основной библиотекой элементов интерфейса для IRIX и для операционных систем, использующих рабочий стол CDE (многие версии Solaris, AIX и т. д.). Также использовалась во многих коммерческих программах (например, в старых версиях Netscape Navigator для UNIX). Однако в мире Linux Motif так и не стала популярной: на протяжении многих лет официальная версия Motif для Linux, как и для других операционных систем, была не только собственнической, но и платной; к тому времени, когда The Open Group выпустила бесплатную Open Motif, более современные и удобные библиотеки элементов интерфейса (GTK+ и Qt) успели набрать популярность.
В октябре 2012 года Motif был выпущен под лицензией GNU Lesser General Public License v2.1.